# Rósa Björk Brynjólfsdóttir
En aquest nom islandès, el darrer nom és un patronímic, no pas un cognom. La manera de referir-se a aquesta persona és pel nom de pila.
Rósa Björk Brynjólfsdóttir   (Hafnarfjörður, 9 de febrer de 1975) és una política islandesa membre de l'Althing (parlament islandès) de la circumscripció del sud des del 2016 i també ha treballat com a representant del ministeri de finaces del 2010 al 1014.
Rósa és llicenciada en estudis de francès i de comunicació per la Universitat d'Islàndia i la Universitat de Stendhal a França. Té tres fills i viu en convivència amb Kristján Guy Burgess, qui va ser ministre d'Afers Exteriors d'Ossur Skarphéðinsson del 2009 al 2013.